# جیمز مایکل مک‌آدو
جیمز مایکل مک‌آدو (انگلیسی: James Michael McAdoo؛ زادهٔ ۴ ژانویهٔ ۱۹۹۳) یک بازیکن بسکتبال اهل ایالات متحده آمریکا است.
از باشگاه‌هایی که در آن بازی کرده‌است می‌توان به گلدن استیت واریرز اشاره کرد. وی در مسابقات بین‌المللی در مجموع برندهٔ ۲ مدال طلا شده‌است.